# Europese kampioenschappen shorttrack 2008
De Europese kampioenschappen shorttrack 2008 werden van 18 t/m 20 januari 2008 gehouden in Ventspils (Letland). Titelverdedigers waren Nicola Rodigari en Evgenja Radanova, de Europees kampioenen van 2007.
In het allroundklassement werden de Italiaanse Arianna Fontana en thuisrijder Haralds Silovs Europees kampioen.

## Medailles

### Mannen
| Onderdeel         | Goud | Goud                                                      | Zilver | Zilver                                      | Brons | Brons                                                              |
| ----------------- | ---- | --------------------------------------------------------- | ------ | ------------------------------------------- | ----- | ------------------------------------------------------------------ |
| 500m              | GBR  | Jon Eley                                                  | ITA    | Nicola Rodigari                             | GER   | Tyson Heung                                                        |
| 1000m             | NED  | Niels Kerstholt                                           | LAT    | Haralds Silovs                              | HUN   | Gábor Galambos                                                     |
| 1500m             | LAT  | Haralds Silovs                                            | RUS    | Vjatsjeslav Koerginjan                      | RUS   | Roeslan Zacharov                                                   |
| 3000m superfinale | LAT  | Haralds Silovs                                            | ITA    | Nicola Rodigari                             | NED   | Niels Kerstholt                                                    |
| Klassement        | LAT  | Haralds Silovs                                            | NED    | Niels Kerstholt                             | ITA   | Nicola Rodigari                                                    |
| Aflossing         | ITA  | Fabio Carta Yuri Confortola Nicola Rodigari Roberto Serra | GBR    | Jon Eley Tom Iveson Paul Stanley Paul Worth | FRA   | Maxime Chataignier Thibaut Fauconnet Jérémy Masson Stéphane Périer |

### Vrouwen
| Onderdeel         | Goud | Goud                                                             | Zilver | Zilver                                                                     | Brons | Brons                                                    |
| ----------------- | ---- | ---------------------------------------------------------------- | ------ | -------------------------------------------------------------------------- | ----- | -------------------------------------------------------- |
| 500m              | NED  | Annita van Doorn                                                 | HUN    | Erika Huszár                                                               | BUL   | Evgenja Radanova                                         |
| 1000m             | BUL  | Evgenja Radanova                                                 | ITA    | Arianna Fontana                                                            | RUS   | Nina Jevtejeva                                           |
| 1500m             | ITA  | Arianna Fontana                                                  | RUS    | Nina Jevtejeva                                                             | CZE   | Kateřina Novotná                                         |
| 3000m superfinale | ITA  | Arianna Fontana                                                  | HUN    | Erika Huszár                                                               | RUS   | Nina Jevtejeva                                           |
| Klassement        | ITA  | Arianna Fontana                                                  | BUL    | Evgenja Radanova                                                           | RUS   | Nina Jevtejeva                                           |
| Aflossing         | GBR  | Elise Christie Charlotte Gilmartin Sarah Lindsay Joanna Williams | BUL    | Daniela Ivanova Marina Georgieva-Nikolova Gergana Patsova Evgenja Radanova | GER   | Tina Grassow Aika Klein Christin Priebst Susanne Rudolph |

### Medailleklassement
| Plaats | Land                | Goud | Zilver | Brons | Totaal |
| 1      | Italië              | 4    | 3      | 1     | 8      |
| 2      | Letland             | 3    | 1      | 0     | 4      |
| 3      | Nederland           | 2    | 1      | 1     | 4      |
| 4      | Verenigd Koninkrijk | 2    | 1      | 0     | 3      |
| 5      | Bulgarije           | 1    | 2      | 1     | 4      |
| 6      | Rusland             | 0    | 2      | 4     | 6      |
| 7      | Hongarije           | 0    | 2      | 1     | 3      |
| 8      | Duitsland           | 0    | 0      | 2     | 2      |
| 9      | Frankrijk           | 0    | 0      | 1     | 1      |
| 9      | Tsjechië            | 0    | 0      | 1     | 1      |
| Totaal | Totaal              | 12   | 12     | 12    | 36     |

## Eindklassementen

### Mannen
| #      | Schaatser              | Land                | Punten |
| ------ | ---------------------- | ------------------- | ------ |
| Goud   | Haralds Silovs         | Letland             | 89     |
| Zilver | Niels Kerstholt        | Nederland           | 47     |
| Brons  | Nicola Rodigari        | Italië              | 42     |
| 4      | Jon Eley               | Verenigd Koninkrijk | 36     |
| 5      | Tyson Heung            | Duitsland           | 21     |
| 6      | Vjatsjeslav Koerginjan | Rusland             | 21     |
| 7      | Roeslan Zacharov       | Rusland             | 18     |
| 8      | Gábor Galambos         | Hongarije           | 16     |
| 9      | Pieter Gysel           | België              | 8      |
| 10     | Bartosz Konopko        | Polen               | 8      |

### Vrouwen
| #      | Schaatser        | Land                | Punten |
| ------ | ---------------- | ------------------- | ------ |
| Goud   | Arianna Fontana  | Italië              | 89     |
| Zilver | Evgenja Radanova | Bulgarije           | 58     |
| Brons  | Nina Jevtejeva   | Rusland             | 47     |
| 4      | Erika Huszar     | Hongarije           | 42     |
| 5      | Annita van Doorn | Nederland           | 39     |
| 6      | Kateřina Novotná | Tsjechië            | 22     |
| 7      | Christin Priebst | Duitsland           | 10     |
| 8      | Bernadett Heidum | Hongarije           | 8      |
| 9      | Elise Christie   | Verenigd Koninkrijk |        |
| 10     | Marta Capurso    | Italië              |        |

Malmö 1997 · 
Boedapest 1998 · 
Oberstdorf 1999 · 
Bormio 2000 · 
Den Haag 2001 · 
Grenoble 2002 · 
Sint-Petersburg 2003 · 
Zoetermeer 2004 · 
Turijn 2005 · 
Krynica Zdrój 2006 · 
Sheffield 2007 ·
Ventspils 2008 · 
Turijn 2009 · 
Dresden 2010 · 
Heerenveen 2011 · 
Mladá Boleslav 2012 · 
Malmö 2013 · 
Dresden 2014 · 
Dordrecht 2015 · 
Sotsji 2016 · 
Turijn 2017 · 
Dresden 2018 · 
Dordrecht 2019 · 
Debrecen 2020 · 
Gdańsk 2021 · 
Dresden 2022 · 
Gdańsk 2023 · 
Gdańsk 2024 · 
Dresden 2025